# Chester and Crewe Railway
A Chester and Crewe Railway foi uma das primeiras companhias ferroviárias do Reino Unido, absorvida pela Grand Junction Railway em 1840. A linha possuía onze quilômetros de extensão, tendo como engenheiro Robert Stephenson e o empreiteiro para a obra foi Thomas Brassey. Foi a absorção desta companhia que levou a Grand Junction Railway a construir sua fábrica de locomotivas em Crewe. Isso contribuiu significativamente para que Crewe se torna-se um importante centro ferroviário.